# Lovaina (Vitòria)
|  | Aquest article tracta sobre el barri de Vitòria. Si cerqueu la ciutat flamenca, vegeu «Lovaina». |

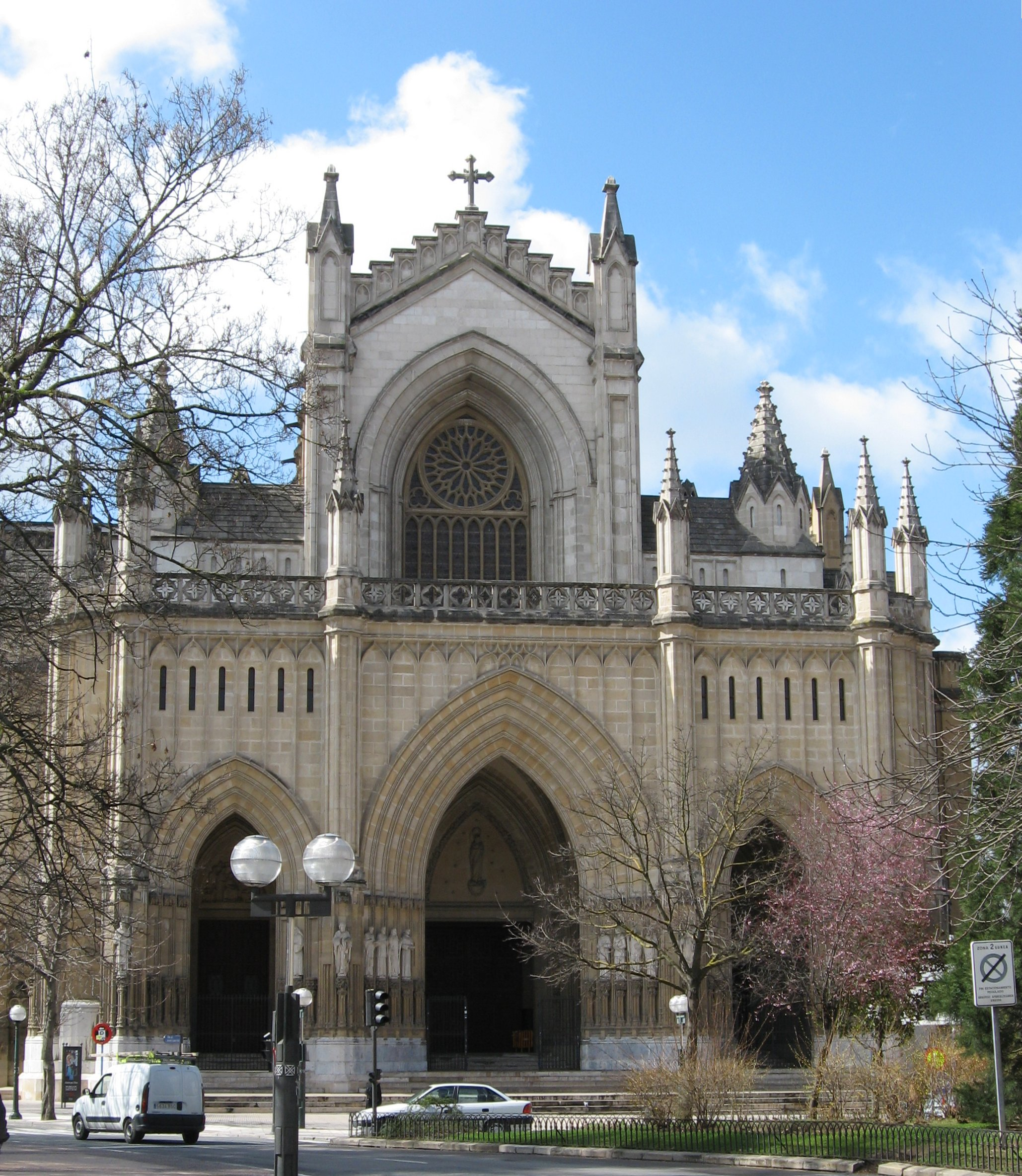
"Catedral Nueva" de Vitòria

Lovaina és un barri de la ciutat de Vitòria (Àlaba). Té una població de 8.722 habitants (2008). És un dels barris cèntrics de la ciutat. S'hi troba la seu de la Diputació Foral d'Àlaba, la Hisenda Foral, la seu dels jutjats, i la Catedral Nova de Vitòria. També és una zona amb força comerç i alguns dels hotels més importants de la ciutat.

## Situació
Està situat al sud-oest del Nucli Antic i a l'oest de l'Eixample, i la zona enjardinada del Parc de la Florida fa de transició entre Lovaina i Eixample. Per l'oest el seu límit el marca l'Avinguda de Gasteiz, que el separa del barri de San Martin; pel nord, el Carrer Beato Tomás de Zumárraga, que el separa del barri de Koroatzea; i pel sud, les vies fèrries el separen de Mendizorrotza.

## Història
A diferència d'altres barris que han estat construïts més o menys en un mateix període històric, aquest barri ha estat construït en fases molt diferents.
Aquesta zona va començar a ser urbanitzada en la dècada de 1820 durant el Trienni Liberal amb l'obertura del carrer Prado i del Portal de Castilla. Es va crear el Parc de la Florida, situat actualment en el límit entre aquest barri i l'Eixample, que es va convertir en el lloc de passeig de la ciutat. Després de finalitzar la Primera Guerra Carlina es va reprendre l'activitat constructora amb l'ampliació de la Florida, l'obertura del carrer Becerro de Bengoa.
En 1858 concloïa la construcció del Palau de la Diputació. Durant la dècada 1950 es va escometre l'eixample de l'oest de la ciutat que constituiria el cor del barri de Lovaina amb els carrers de Sancho el Sabio i Ramiro de Maeztu.
El barri s'articula entorn d'una plaça central en la qual conflueixen sis carrers, Sancho el Sabio, Ramiro de Maeztu, Adriano VI, Mare Vedruna, Luis Heinz i de la Magdalena. Aquesta plaça va ser batejada com a Plaça de Lovaina el 8 d'agost de 1960.
La concessió del nom d'aquesta localitat belga a la plaça i el nom d'una dels carrers que conflueixen en ella estan vinculades a la figura de l'holandès Adrià VI, el que fos últim papa no italià de l'Església Catòlica Romana fins a l'elecció de Joan Pau II. Adrià VI s'allotjava a la Casa del Cordón en 1523 com a governador de Castella en absència del rei Carles I d'Espanya que es trobava guerrejant al setge d'Hondarribia, quan li va ser comunicada la seva elecció com a papa. Vitòria va ser, per tant, la primera ciutat en què Adrià VI va exercir com a papa. Aquest fet, el d'haver servit de residència temporal a un papa, abans de la seva marxa a Itàlia, ha estat motiu històric d'orgull a la ciutat. Amb motiu de les celebracions del V Centenari del naixement del papa holandès, es va decidir donar el nom de Lovaina a una plaça, perquè Adrià VI en el moment de la seva elecció, als càrrecs de governador de Castella i bisbe de Tortosa, sumava el de vicecanceller de la Universitat Catòlica de Lovaina.

## Edificis Importants
A la zona de transició entre el barri de Lovaina i l'Eixample, al costat del Parc de la Florida, es troben alguns dels edificis més emblemàtics del barri, com la Catedral Nova construïda durant el segle XX en estil neogòtic. Un altre edifici singular situat a la mateixa zona és la gasolinera de Goya, que va ser edificada en 1935 a la zona situada entre el Parc de la Florida i la Catedral Nova. Es tracta d'un edifici interessant que adapta la seva estructura a la funció de l'edifici amb bigues que permeten el pas dels vehicles, rampes i vidrieres horitzontals, que aprofiten nous materials de construcció com el formigó.
A la zona del carrer Sancho el Sabio es van construir després de la Guerra Civil blocs de cases que imitaven l'estil de l'arquitectura imperial dels Àustries.

## Transports
La major part de les línies urbanes de TUVISA tenen parada a Catedral.
| Línia   | Nom                         | Destí Sentit Anada | Destí Sentit Tornada | Estacions al Barri       |
| ------- | --------------------------- | ------------------ | -------------------- | ------------------------ |
| Línia 1 | Tramvia de Vitòria. Línia 1 | Parada Terminal    | Ibaiondo (Vitòria)   | Lovaina, Sancho el Sabio |
| Línia 2 | Tramvia de Vitòria Línia 2. | Parada Terminal    | Abetxuku             | Lovaina, Sancho el Sabio |